# Pinarai Vijayan
Pinarai Vijayan, född 21 mars 1944, är en kommunistisk politiker i den indiska delstaten Kerala. Han är medlem av politbyrån i Communist Party of India (Marxist) och partisekreterare för CPI(M) i Kerala.
Vijayan var elektricitetsminister och minister för kooperativ i Left Democratic Front-regeringen i Kerala 1996 - 1998. Sistnämnda år avgick han som minister och ersattes av S. Sarma.